# Популарна наука
Популарна наука (или поп-наука) је интерпретација науке, намењене широј јавности. Иако се научно новинарство бави недавним научним достигнућима, популарна наука покрива шири спектар. Њу, између осталих, могу писати и научни новинари, али и сами научници. Појављује се у многим облицима, укључујући књиге, филмске документарне програме, часописе и веб-странице.

## Улога
Популарна наука је мост између научне литературе и популарне културе. Циљ жанра је да објави научне методе, али приступачнијим језиком.
Популарна наука покушава да информишу и убеде научне аутсајдере (понекад и научнике из других области) о значају података и закључака. 
Научно популарну књижевност могу писати и људи који нису научници и који можда имају ограничено разумевање предмета или тумачења о ком пишу. Због оваквих ствари је понекад тешко разликовати науку и псеудонауку.